# Mörk kambladskärare
Mörk kambladskärare (Incurvaria masculella) är en fjärilsart som först beskrevs av Michael Denis och Ignaz Schiffermüller 1775.  Mörk kambladskärare ingår i släktet Incurvaria, och familjen bladskärarmalar. Enligt den finländska rödlistan är arten nära hotad i Finland. Arten är reproducerande i Sverige. Artens livsmiljö är lundskogar.

## Bildgalleri

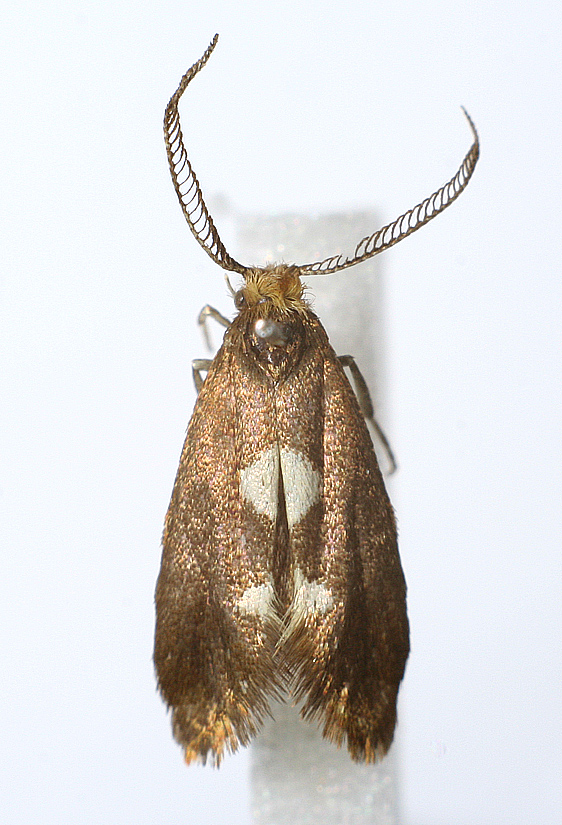
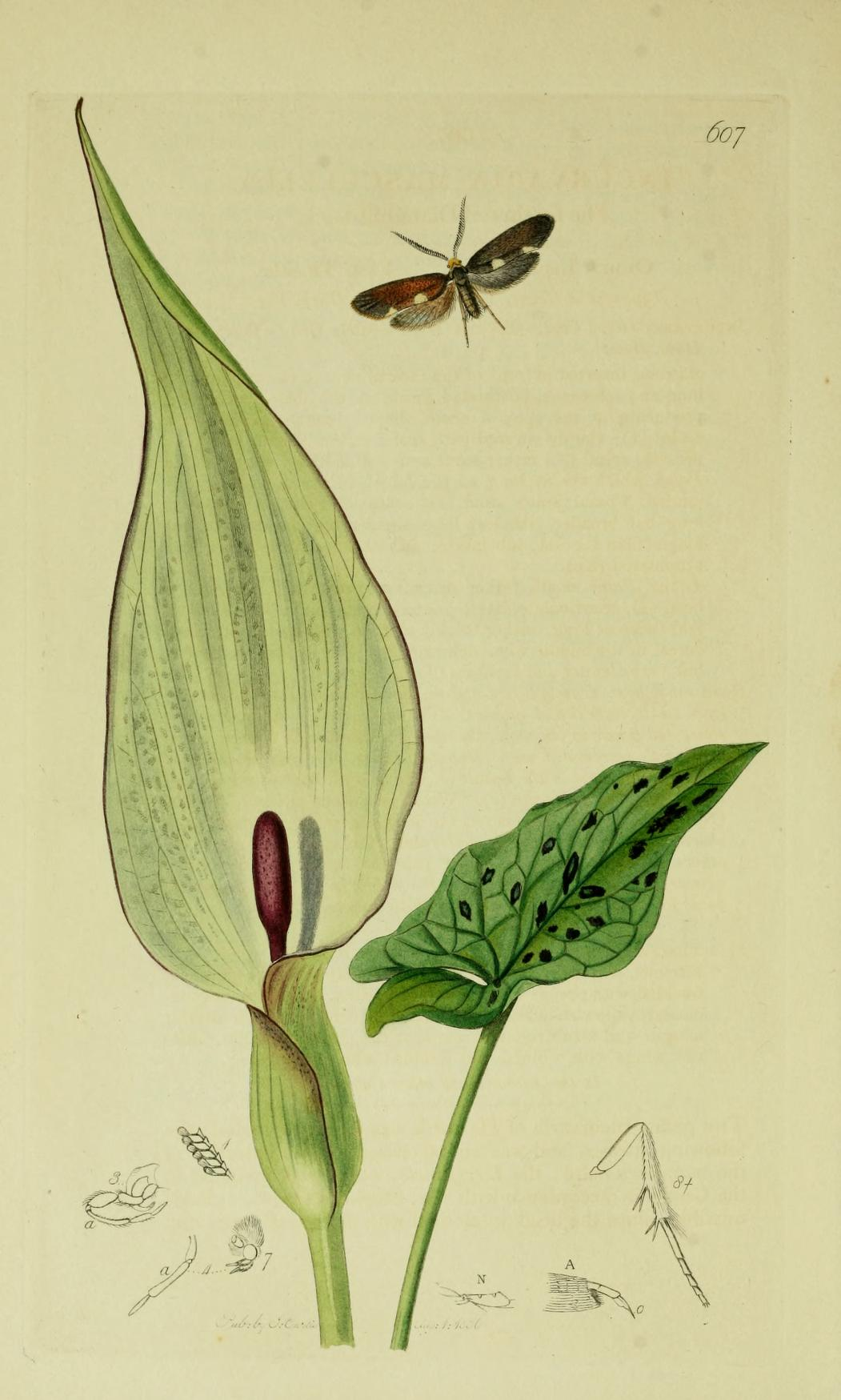
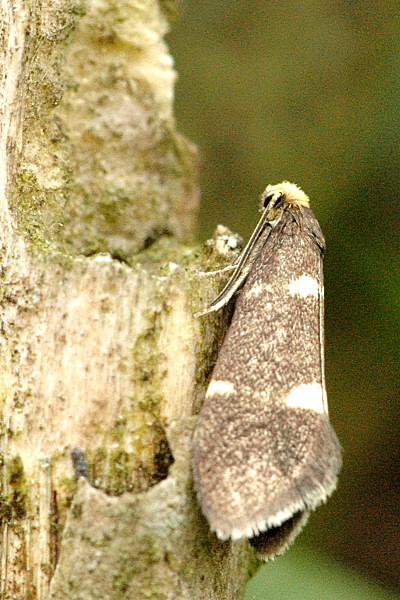
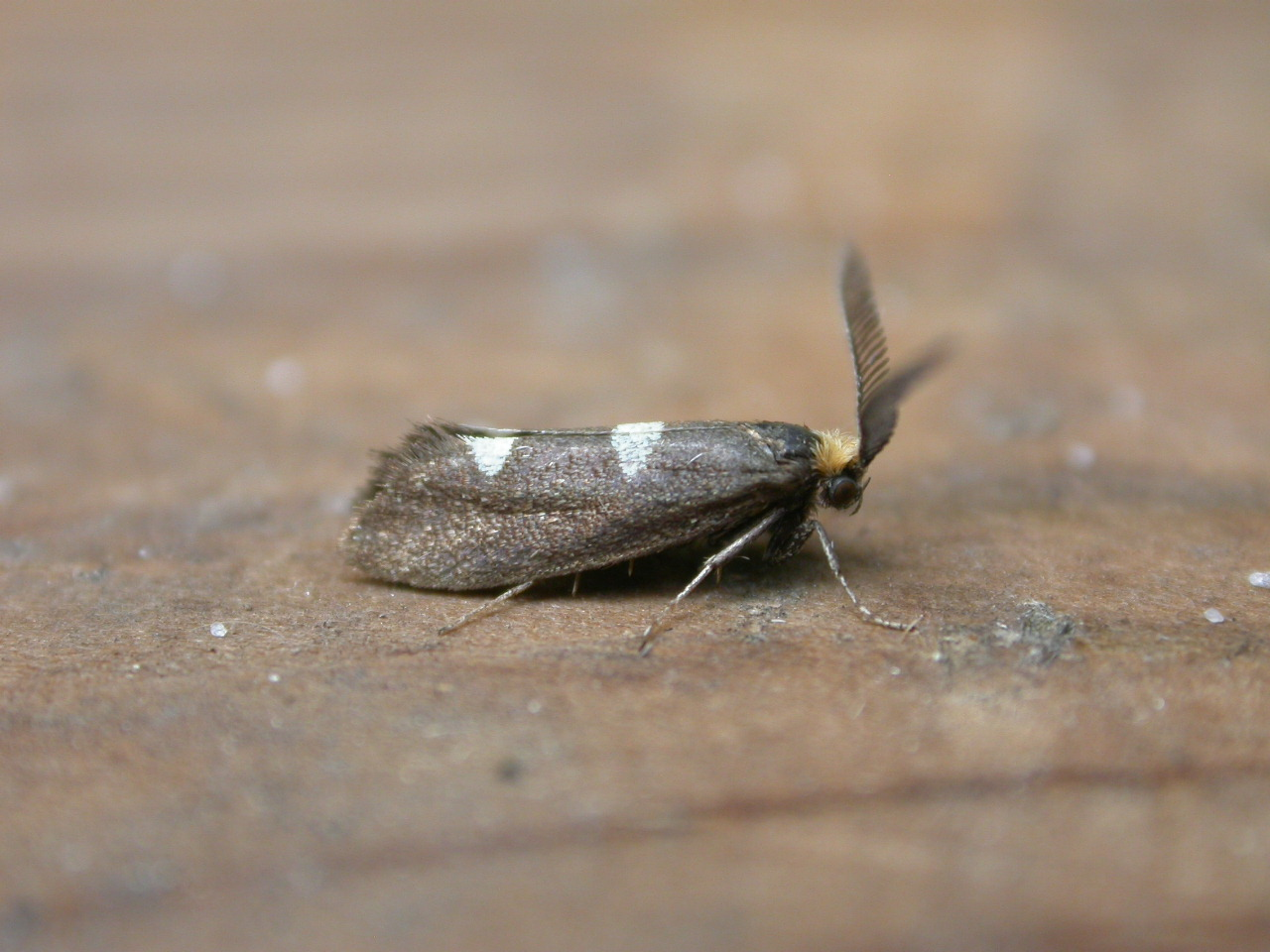